# ميخائيل ليفيت
ميخائيل ليفيت (بالإنجليزية: Michael Leavitt)‏ هو نحات أمريكي، ولد في 4 نوفمبر 1977 في سياتل في الولايات المتحدة.